# Día Internacional de los Datos Abiertos
El Día Internacional de los Datos Abiertos es un evento anual que promueve la conciencia y el uso de los datos abiertos .
El evento tiene lugar a nivel mundial, generalmente en febrero o marzo. Las actividades típicas incluyen charlas, seminarios, demostraciones, hackatones, capacitaciones, el anuncio de lanzamientos de datos abiertos u otros hitos en datos abiertos. En algunos países ocurre junto con los eventos de codificación de Code Across.

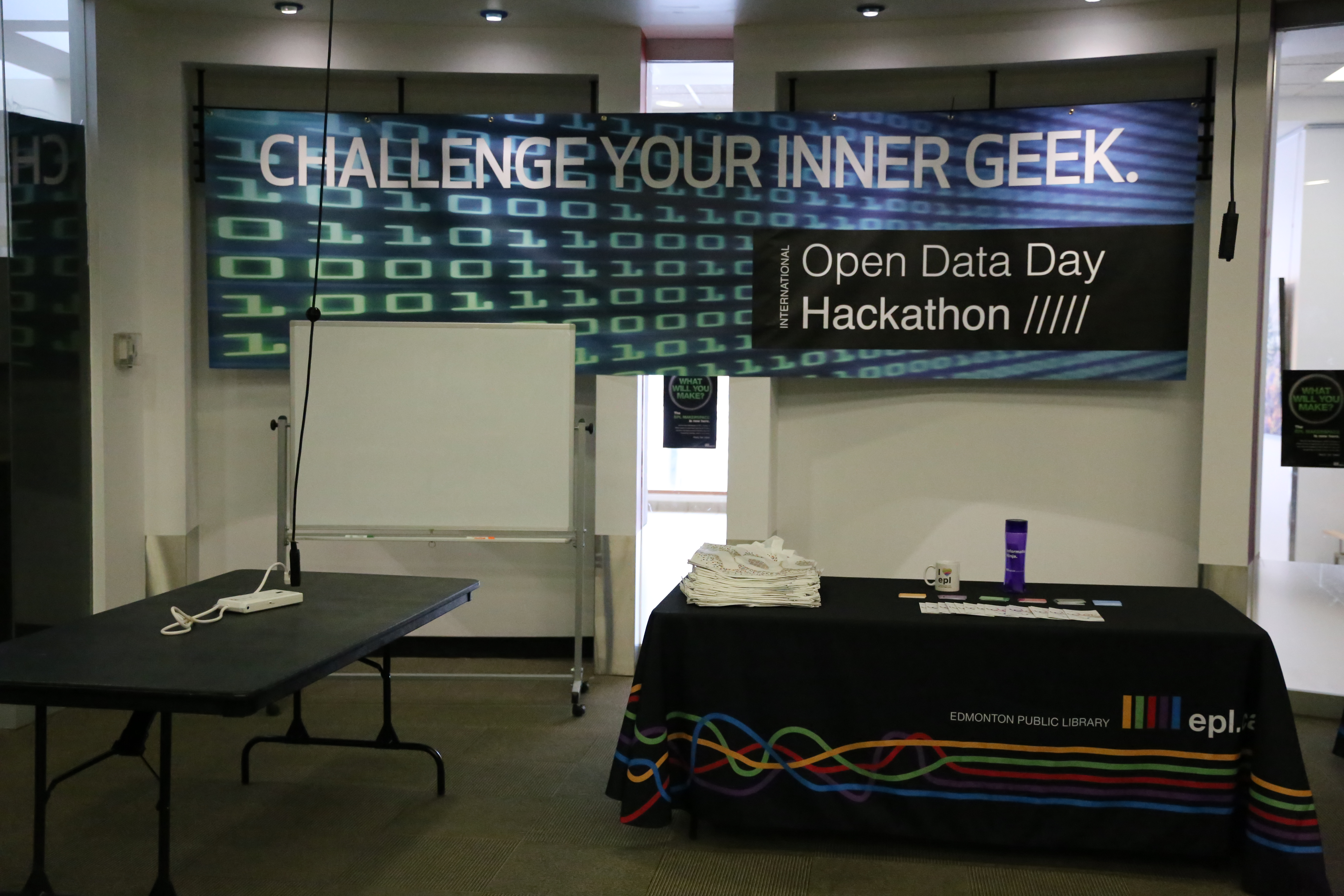
En el EPL Makerspace en Edmonton.

## Historia
El Día Internacional de Datos Abiertos fue propuesto por primera vez por David Eaves en 2010.  La idea surgió de discusiones con Edward Ocampo-Gooding, Mary Beth Baker, Daniel Beauchamp, Pedro Markun y Daniela Silva.
Hoy en día, la coordinación del evento se realiza a través de su lista de correo de Google . La fecha del evento la eligen los miembros del grupo teniendo en cuenta diferentes eventos culturales. 
Desde 2015, la Open Knowledge Foundation, en cooperación con otras ONG del mundo de los datos abiertos, ofrece mini-subvenciones para apoyar la facilitación de eventos en todo el mundo. 

### Fechas
- 4 de diciembre de 2010 [4]
- 3 de diciembre de 2011 [5]
- 23 de febrero de 2013 [6]
- 22 de febrero de 2014 [7]
- 21 de febrero de 2015 [8]
- 5 de marzo de 2016 [9] [10] [11]
- 4 de marzo de 2017 [12]
- 3 de marzo de 2018 [13]
- 2 de marzo de 2019 [14]
- 7 de marzo de 2020 [15]
- 6 de marzo de 2021 [16]
- 5 de marzo de 2022 [17]
- 4 de marzo - 10 de marzo de 2023 [18]
- 2 de marzo - 8 de marzo de 2024 [19]
- 1 de marzo - 7 de marzo de 2025 [20]

## Anuncios destacados
En 2016, Megan Smith, CTO de Estados Unidos, respaldó el Día de los Datos Abiertos con un vídeo especial.  “Los necesitamos más que nadie. Si no fuera por ustedes, todo esto no estaría sucediendo. Necesitamos ideas, animadores y amigos para difundir el mensaje”.
“Este día es una oportunidad para que las personas de todo el mundo apoyen y fomenten la adopción de políticas de datos abiertos por parte de los gobiernos locales, regionales y centrales”, dijo la Ministra de Información Territorial de Nueva Zelanda , Louise Upston, en 2016. 